# Ioannina
Ioannina (griechisch Ιωάννινα (n. pl.), umgangssprachlich auch Γιάννενα Jánnena oder Γιάννινα Jánnina; albanisch Janinë/Janina; aromunisch Ianina oder Enine; türkisch Yanya) ist die Hauptstadt der griechischen Region Epirus. Ihre Einwohnerzahl liegt bei 113.978 (2021). Das Zentrum der Stadt ist von engen Gassen und vielen alten Gebäuden aus osmanischer Zeit geprägt. Die anlässlich der Verwaltungsreform 2010 eingemeindeten früheren Gemeinden Anatoli, Bizani, Ioannina-Insel, Pamvotida und Perama sind heute Gemeindebezirke Ioanninas.

## Geographie
Die Stadt Ioannina liegt auf einer Höhe von etwa 480 m am westlichen Ufer des Pamvotida-Sees. Die Gemeinde, die den See umschließt, umfasst die Hochebene von Ioannina, die inmitten des Pindos-Gebirges eine fruchtbare Landschaft darstellt. Die östliche Begrenzung der Hochebene am Ostufer des Pamvotida-Sees bilden die Bergketten des Mitsikeli und Driskos. Die westliche Begrenzung bilden die nördlichen Ausläufer des Tomaros-Massivs und der Ori Paramythias. Am Seeufer im Zentrum der Stadt hebt sich der Burghügel von der Umgebung ab. Nach Westen hin finden sich mehrere bewaldete Hügel, die sich teilweise mitten im Stadtgebiet, teilweise an dessen Rand befinden. Etwa 100 km westlich von Ioannina liegt Igoumenitsa, das im Nordosten von Ioannina liegende Thessaloniki ist etwa 250 km entfernt, die griechische Hauptstadt Athen liegt etwa 450 km in südöstlicher Richtung. Die nächsten größeren Ortschaften und Städte sind Arta im Süden, Igoumenitsa im Westen, Kalambaka und Trikala im Südosten, Preveza im Südwesten, Kastoria, Kozani und Florina im Nordosten.

## Geschichte
An der Stelle des heutigen Ioannina soll im 6. Jahrhundert eine von Kaiser Justinian I. gegründete Siedlung existiert haben. Die erste schriftliche Erwähnung von Ioannina erfolgt in der Dokumentation eines kirchlichen Konzils in Konstantinopel im Jahr 879: in diesen Aufzeichnungen wird ein Bischof (Episkopos) aus Ioannina verzeichnet (Zachariou Ioanninon). Der Name rührt von einem Kloster her, das Johannes dem Täufer geweiht war. 1085 wurde die Stadt von den süditalienischen Normannen erobert, die auch die ersten Befestigungen anlegten. Gleichwohl gelang es den Byzantinern bald darauf, die Stadt zurückzugewinnen.
Als das Byzantinische Reich infolge des Vierten Kreuzzugs und der Eroberung Konstantinopels durch die Lateiner 1204 auseinanderbrach, konnte sich an den Küsten des Ionischen und Adriatischen Meers ein griechischer Nachfolgestaat, das Despotat Epirus, etablieren und Ioannina wurde kurze Zeit dessen Hauptstadt. Die epirotischen Despoten suchten auch im kirchlichen Bereich ihre Macht gegenüber dem griechischen Kaiser im nicäischen Exil auszuweiten. Aus diesem Grund ließen sie Ioannina 1318 zum Erzbischofssitz erheben. Die Byzantiner eroberten Ioannina noch mehrfach: 1264, 1290 und zuletzt 1335, verloren die Stadt aber auch wieder. 1353 nahm der serbische König Stefan Dušan Ioannina und ganz Epirus ein. 1385 übernahm der Florentiner Acciajouli die Macht in Ioannina. 1430 schließlich eroberte das Osmanische Reich Ioannina, welches bis 1913 fast 500 Jahre unter osmanischer Kontrolle verblieb.
Die lange Osmanenherrschaft hat das Stadtbild entscheidend geprägt, nicht zuletzt auch weil die Türken Ioannina als regionales Handelszentrum und Hauptstadt eines Vilâyets förderten. Zwischen 1520 und 1538 unter dem Sultan Süleyman I. wohnten in Ioannina und der umliegenden osmanischen Verwaltungsregion Liva 613 muslimische und 32.097 christliche Familien. Ein erfolgloser Aufstand orthodoxer Griechen zu Beginn des 17. Jahrhunderts führte zur Vertreibung der Christen aus dem Burgbezirk. Auch die Kirchen dort wurden zerstört. An ihrer Stelle wurden Moscheen errichtet und Ioannina islamisierte sich in den folgenden Jahrzehnten zusehends. Die Bevölkerung war spätestens seit jener Zeit ein buntes Gemisch. Außer den Griechen und den Türken lebten hier auch christliche und muslimische Albaner, Aromunen (Walachen) und Juden. Die jüdische Gemeinde hatte im 19. Jahrhundert über 6000 Mitglieder.

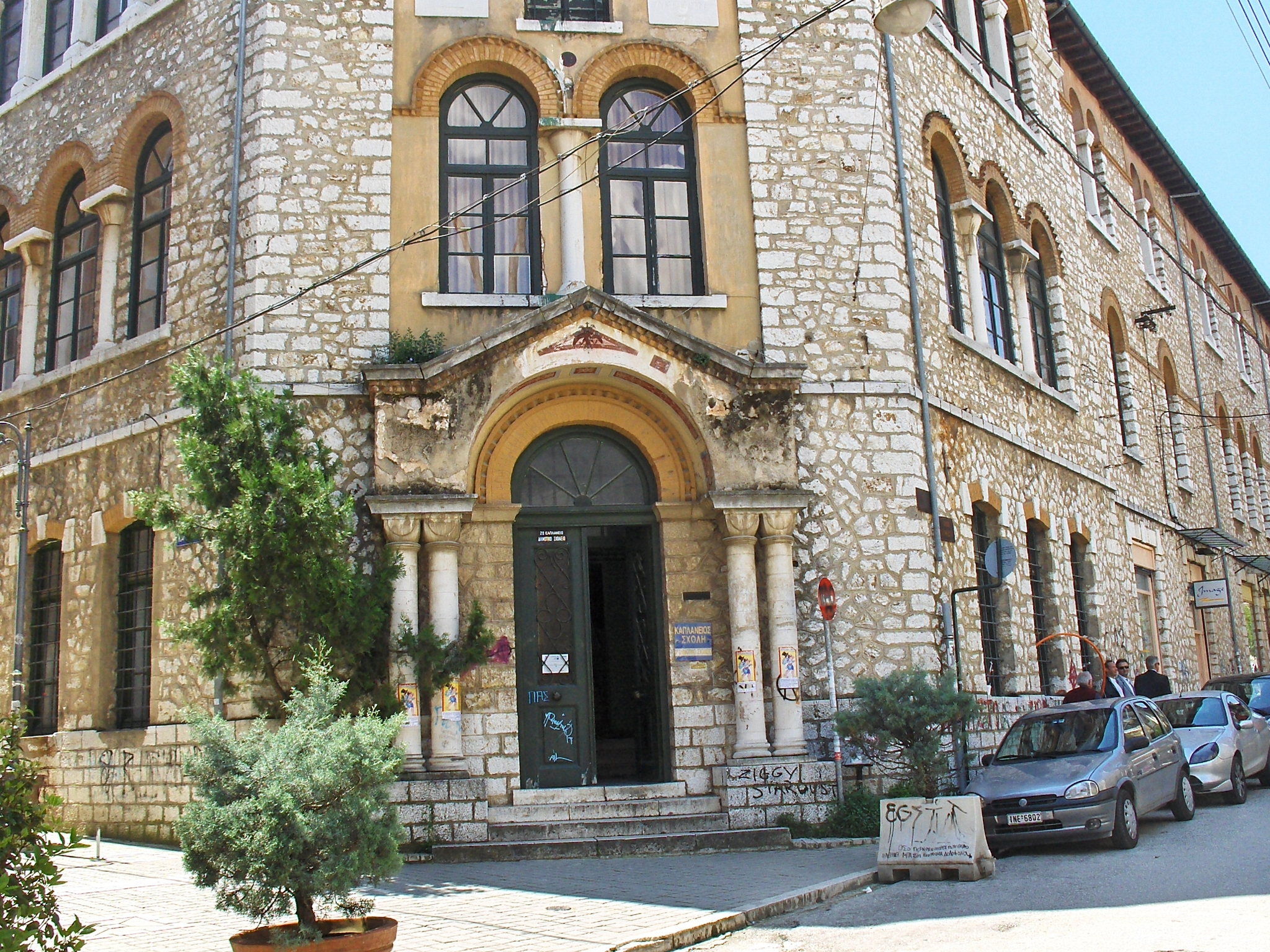
Die Kaplaneios-Schule

Diese Veränderungen taten der ökonomischen Prosperität Ioanninas keinen Abbruch. Die Stadt blieb auch ein Zentrum christlicher Kultur. Wohlhabende griechische Kaufleute ermöglichten der Kirche im 17. und 18. Jahrhundert die Gründung mehrerer bedeutender Schulen, die wegen ihres guten Rufs auch von den Muslimen der Region besucht wurden. Der berühmte türkische Reisende Evliya Çelebi, der 1670 in Ioannina war, beschreibt die Stadt als Handelszentrum mit 4000 Häusern und mehr als 1900 Läden und Handwerksbetrieben. Die Gründung der Schulen wurde dadurch befördert, dass eine Vielzahl der Kaufleute selbst aus Epirus stammten und die Stadt sich in einer geographisch und politisch günstigen Position befand. Den Ionischen Inseln zugewandt, konnten abendländische Geistesströmungen aus Frankreich und Italien schnell in das Mutterland übergreifen. Abseits des Patriarchats und am Rande der türkischen Herrschaftsgebietes konnte auf diese Weise 1648 die Epifanios-Schule gegründet werden. Initiator war der epirotische Kaufmann Epifanos Egoumenos, ein Mitglied der Bruderschaft St. Nikolaus. Als neuer Unterrichtszweig hielten die Naturwissenschaften Einzug in die Schule. Eine weitere Schule wurde am 5. November 1676 vom Kaufmann Manos Gkioumas errichtet und am 30. April 1734 stiftete Lampros Maroutses 5000 Dukaten und ordnete den Unterricht in „logica, fisica, metafisica, theologia in greco et in latino“ an. Es entwickelte sich allmählich ein Mäzenatentum, die Brüder Lampros und Simos Maroutses reorganisierten die alte Epifanios-Schule, die aufgrund eines Mangels an Lehrern und materiellen Mitteln eingegangen war, und benannten sie in Maroutses-Schule um. Als Lehrer stellten sie Eugenios Boulgares, einen Bewunderer von Leibniz, ein. Boulgares unterrichtete sieben Jahre in Ioannina von 1742 bis 1749 und ermunterte seine Schüler zur Gründung neuer Unterrichtsstätten, um dem Obskurantismus ein Ende zu setzen.

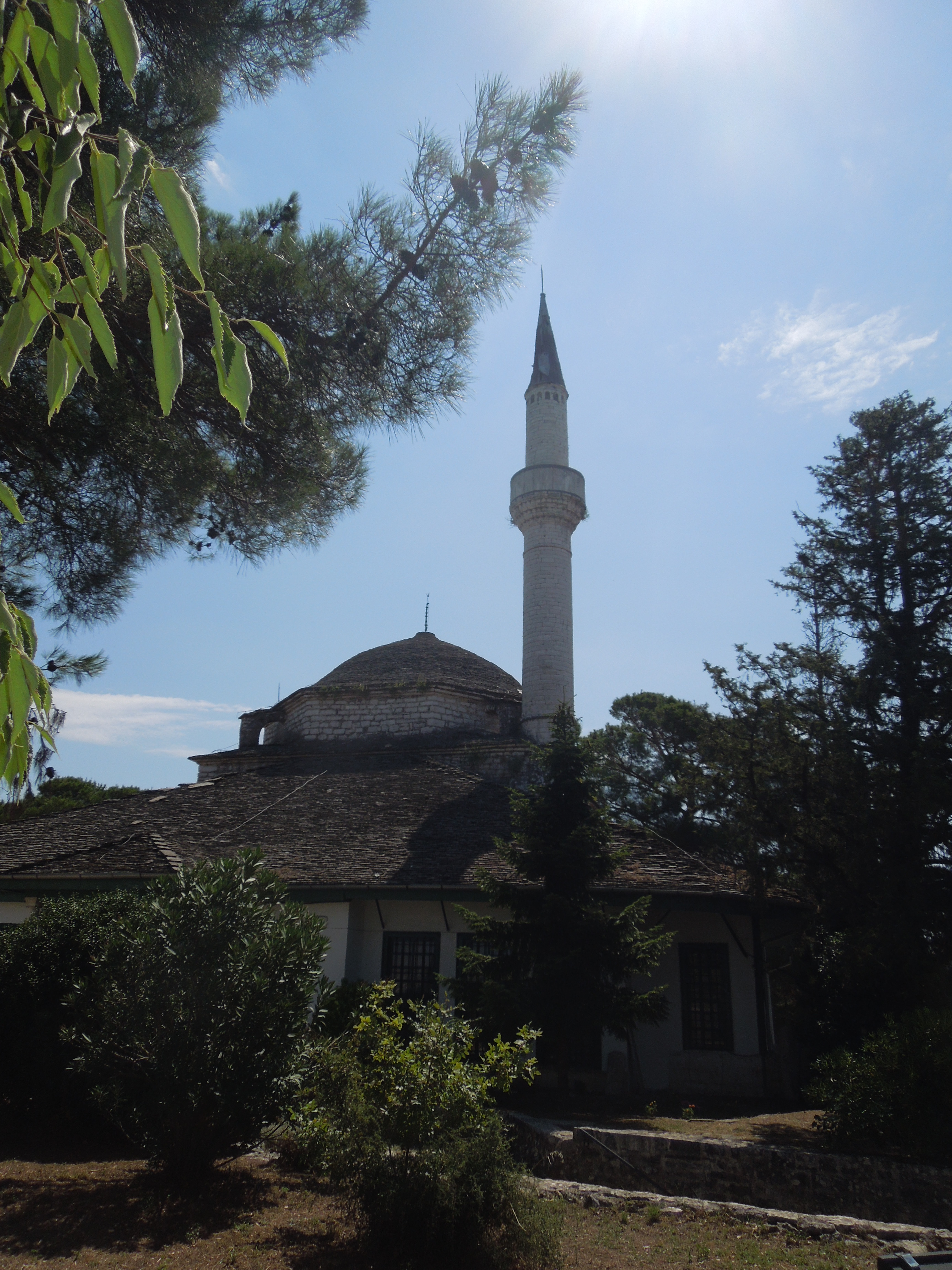
Die Aslan-Pascha-Moschee

Ende des 18. Jahrhunderts wurde Tepedelenli Ali Pascha Gouverneur von Epirus. Er kümmerte sich wenig um die Direktiven der Hohen Pforte und baute sich einen autonomen Machtbereich auf. Dabei stützte er sich auf albanische Kämpfer seines Stammes und auf griechische Aufständische, die mit der osmanischen Herrschaft unzufrieden waren. Er paktierte gleichfalls mit Frankreich und Großbritannien, die an seinem Hof in Ioannina Konsulate unterhielten. Ab 1807 herrschte er, den man auch den Löwen von Janina nannte, von Ioannina aus faktisch unabhängig über große Teile Albaniens und Griechenlands. Der englische Dichter Lord Byron, der 1809 einige Zeit Gast am Hof Ali Paschas war, hinterließ eine farbenprächtige Schilderung des damaligen Lebens in Ioannina, einer blühenden Stadt mit 35.000 Einwohnern. Im Oktober 1820 entsandte Sultan Mahmud II. Truppen gegen den abtrünnigen Pascha. Ioannina wurde über 15 Monate belagert, bis man Ali Pascha im Februar 1822 mit einer List aus seiner Festung locken konnte und ermorden ließ. Am 20. August 1869 wurde Ioannina von einem Großbrand heimgesucht: 1300 Geschäfte und Lager sowie 300 Häuser wurden im Handelsviertel zerstört.

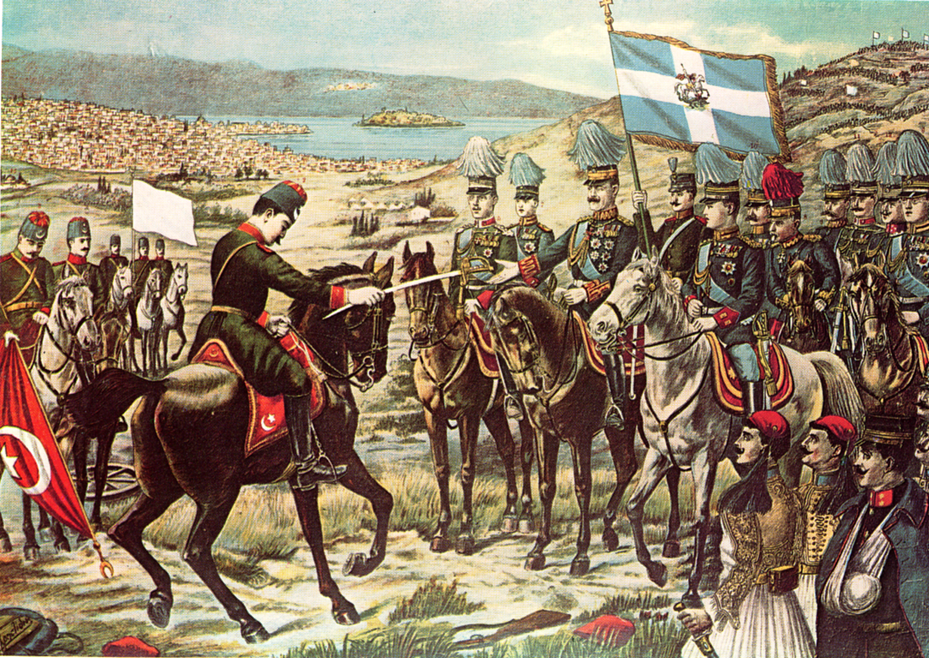
Kapitulation der Osmanen in Ioannina

Die Herrschaft des osmanischen Reiches über Ioannina endete mit dem Ersten Balkankrieg. Am 25. November 1912 konnten griechische Truppen nach ihrem Vormarsch Ioannina im Süden, Osten und Westen einschließen. Nach der Niederlage des osmanischen Heeres in Makedonien verlegte die griechische Armee Truppen nach Epirus. Im Gegensatz zu den anderen Kriegsparteien unterzeichnete die griechische Regierung den Waffenstillstand mit dem Osmanischen Reich nicht, sondern führte die Kämpfe in Epirus fort. Die versprengten Reste der osmanischen Armee zogen nach Niederlagen bei Monastir und Florina nach Ioannina und verstärkten die dortigen Einheiten. Der Winter 1912/1913 ließ die Kampfhandlungen um Ioannina abflauen. Mit Abklingen des Winters griffen die griechischen Streitkräfte die osmanischen Verteidiger an und konnten am 5. März 1913 Ioannina endgültig einnehmen; die noch verbliebenen osmanischen Truppen ergaben sich.
Ioannina verlor in den folgenden Jahrzehnten viel von seiner orientalischen Prägung. Nicht nur die Türken emigrierten nach Kleinasien, auch viele Juden kehrten der Stadt den Rücken. Griechische Flüchtlinge aus Kleinasien siedelten sich im gleichen Zeitraum in Ioannina an; 1923 wurde diesen Flüchtlingen ein Fünftel der Stadt übereignet.

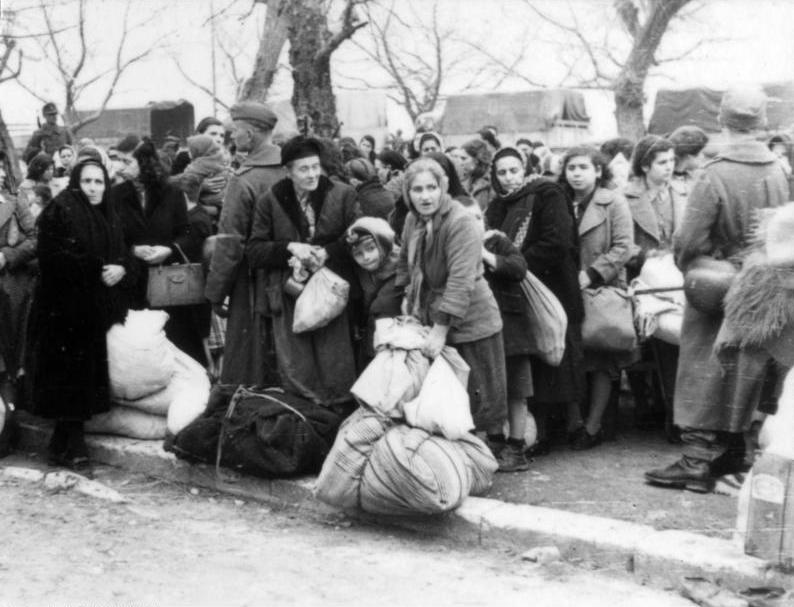
Deportation der jüdischen Gemeinde, Aufnahme der Propagandakompanie, 25. März 1944

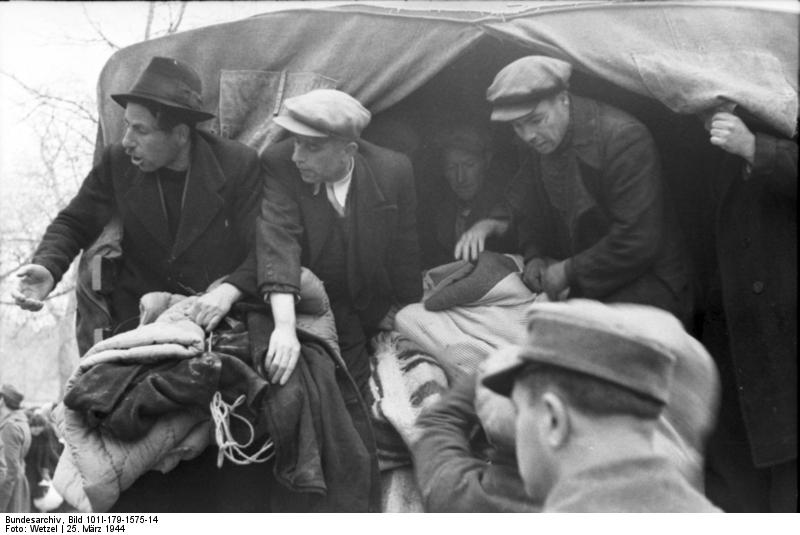
Deportation von Juden

Während des Zweiten Weltkriegs und der Besatzung Griechenlands durch die Achsenmächte Deutschland, Italien und Bulgarien gehörte Ioannina nach der griechischen Kapitulation Ende April 1941 zur italienischen Besatzungszone. Nach der Kapitulation Italiens im September 1943 ersetzten deutsche Besatzungstruppen die italienischen. Die ansässigen Juden waren unter italienischer Besatzung nicht an Leib und Leben bedroht worden, während 1943 die Deportationen von Juden beispielsweise aus Thessaloniki und Athen im vollen Gange waren.
Am 25. März 1944 umstellten deutsche Truppen das am Ioannina-See gelegenen jüdische Viertel und befahlen den jüdischen Gemeindevertretern, dass binnen drei Stunden jede jüdische Familie an vorbestimmten Sammlungsplätzen eintreffen sollte. 95 Prozent der jüdischen Bevölkerung, etwa 1700 Menschen, wurden mit Lastwagen der Wehrmacht nach Larisa in ein dortiges provisorisches Sammellager verbracht, anschließend per Zug in das Vernichtungslager Auschwitz deportiert und dort ermordet. Ein am 2. April 1944 mit 1.300 Juden in Athen abgefahrener Deportationszug hielt in Larissa. Dort wurden fünfzig Viehwaggons angehängt, in denen die 1.700 Menschen zusammengepfercht waren. Während der neuntägigen Fahrt starben viele Menschen, vor allem Ältere.
Die am 25. März 1944 von einer Propagandakompanie der Wehrmacht erstellte Fotodokumentation befindet sich im Bundesarchiv in Koblenz.
Die an der Deportation beteiligten Angehörigen von SS, Polizei und Wehrmacht wurden nach 1945 von der westdeutschen Justiz nicht zur Rechenschaft gezogen. Alle Ermittlungsverfahren wurden eingestellt.

## Verkehr
Ioannina ist der Kreuzungspunkt wichtiger Straßen im Nordwesten Griechenlands. Südlich der Stadt verläuft die nach der antiken Via Egnatia benannte Autobahn 2 von Igoumenitsa nach Thessaloniki. Gut ausgebaute Nationalstraßen verbinden Ioannina im Süden mit Arta (Nationalstraße 5 bzw. Europastraße 853) und in nördlicher Richtung mit Siatista, Kozani und Albanien (Nationalstraße 20). Die Nationalstraße 6 (Europastraße 90) führt in Richtung Osten entlang der Westflanke des Mitsikeli und über den Driskos-Pass nach Metsovo sowie anschließend über den Katarra-Pass nach Kalambaka und weiter in die thessalische Tiefebene (Trikala) oder nach Grevena. Dieselbe Nationalstraße 6 verbindet nach Westen Ioannina mit Paramythia und Igoumenitsa am Ionischen Meer. Die gegenwärtig von der Nationalstraße 6 realisierte Ost-West-Verbindung wird durch die Autobahn 2 ergänzt. Eine kleinere Straße (Nationalstraße 17) führt in den touristisch bedeutsamen Ort Dodoni südwestlich von Ioannina.
Seit 2007 existiert die Umgehung Ioanninas (Περιφεριακή Οδός Periferiakí Odós). Eine schnelle Verbindung nach Süden zum Peloponnes wurde im Herbst 2017 mit der Autobahn 5 (Αυτοκινητόδρομος 5) fertiggestellt. Die Autobahn, die Ionia Odos (Ιόνια Οδός) genannt wird, führt über Arta und Agrinio bis Patras.
Nördlich der Stadt liegt der kleine Flughafen Ioannina, der von Aegean Airlines und Olympic Air angeflogen wird. Der größte Teil des überregionalen Verkehrs wird jedoch von Fernbuslinien bewältigt. Die Schaffung einer Bahnverbindung nach Patras ist bisher nicht über das Planungsstadium hinausgekommen. Im Jahr 2009 sollte der Ausbau des Flughafens stattfinden, doch bisher sind nur das neue Parkfeld und der Ausbau des Parkplatzes fertiggestellt.

## Bildung und Kultur

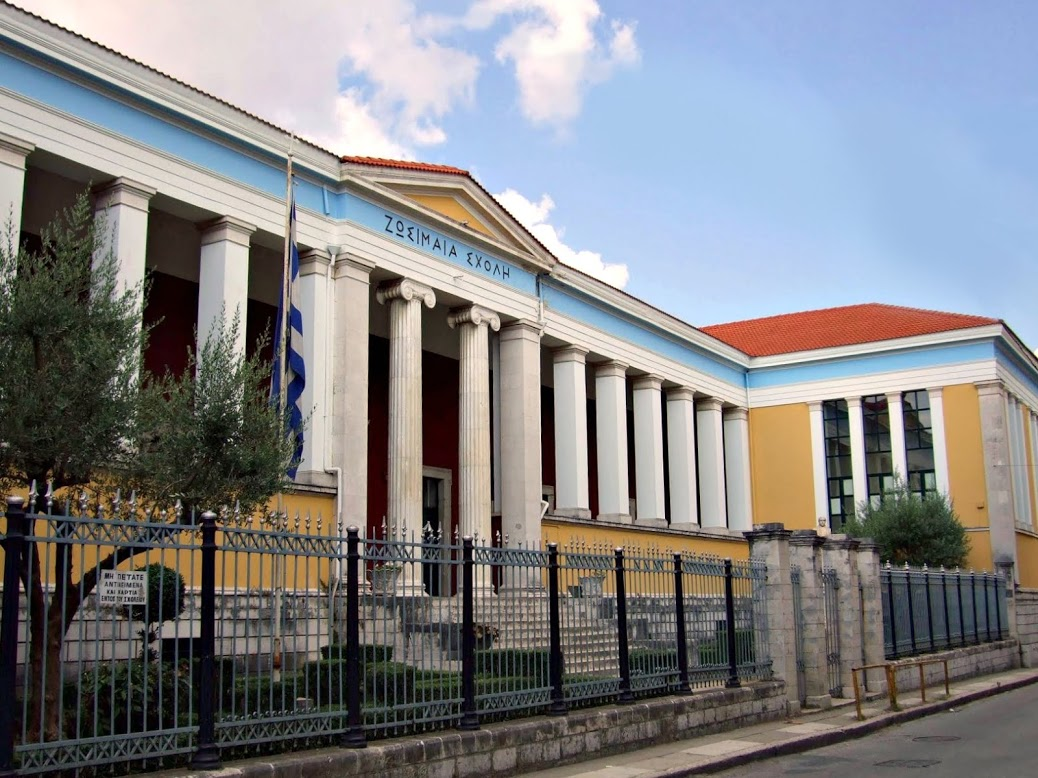
Die im Jahr 1828 gegründete Zosimaia-Schule (heute Gymnasium)

Ioannina ist Sitz einer Universität mit knapp 20.000 Studenten, welche in den 1960er Jahren gegründet wurde. Die Stadt hat ein archäologisches Museum, in dem unter anderem Funde aus der antiken Orakelstätte Dodona ausgestellt sind. In der alten Zitadelle der Stadt gibt es auch ein Museum der byzantinischen Kunst. Darüber hinaus ist Ioannina eine der wenigen griechischen Städte, in der die Hauptmoschee aus der osmanischen Zeit als Kulturdenkmal erhalten wurde.

## Sehenswürdigkeiten

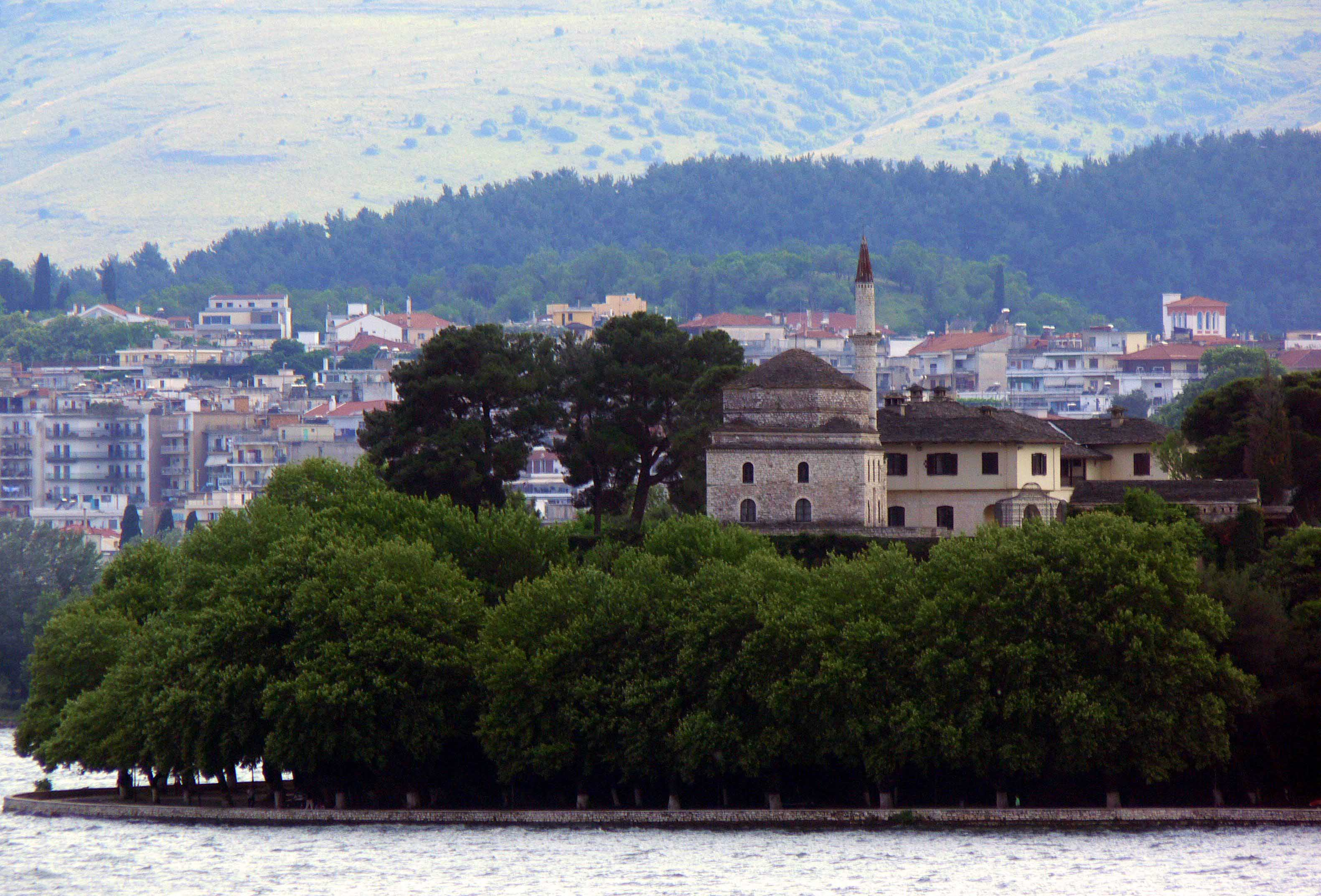
Die in den 1430er Jahren erbaute Fethiye-Moschee

- Die Altstadt auf einer Halbinsel ist von den Mauern der Festung (Frourio) umgeben.
- Im Süden befindet sich das Palastareal, von dem nur noch die Grundmauern und das Mausoleum für Ali Pascha stehen. In zwei neuen Gebäuden ist hier auch das Byzantinische Museum untergebracht. Seine kostbaren Exponate dokumentieren die Blüte der Stadt unter albanisch-moslemischer Herrschaft.
- Im Norden steht die 1618/19 erbaute Aslan-Pascha-Moschee, in der sich heute ein Volkskundemuseum mit sehenswerten Trachten, historischen Alltagsgegenständen und handwerklichen Sammlungen befindet. Unter der Moschee liegen die Katakomben und Gefängnisse, in denen viele Widerstandskämpfer während der Türkenzeit hingerichtet wurden.
- Unweit der Moschee ist noch eine osmanische Bibliothek erhalten.[16]
- Im westlichen Teil der Festung wurde 2016 das Silberschmied-Museum eröffnet.[17] Es wurde von der Piraeus Bank Group Cultural Foundation (PIOP) und dem europäischen ESPA Programm 2007–2013 finanziert und dokumentiert die lange Tradition des Silberschmied-Handwerks in Epirus. Außer Silber- und Goldschmiedearbeiten wird auch die alte Technik des Handwerks gezeigt.[18]

Umgebung:
- Ioannina-Insel (Nisi Ioanninon) im Pamvotida-See mit mehreren kleinen Klöstern.
- Gut vier Kilometer vom Stadtzentrum ist die 1940 entdeckte Tropfsteinhöhle von Perama mit eineinhalb Kilometer Länge in etwa 45 Minuten zu besichtigen.[19]

## Sport
PAS Ioannina heißt der Fußballverein, der derzeit die Stadt und die Region Epirus in der höchsten Spielklasse Griechenlands vertritt, der Super League.

## Persönlichkeiten
- Die Brüder Nektarios und Theofanis Apsarades erneuerten 1542 das verlassene Meteora-Kloster Varlaam durch einen Neubau mit dem Namen Agios Pandon.[20][16]
- Ioasaph und Maximos erbauten um 1545 das Meteora-Kloster Rousanou.[20]
- Tepedelenli Ali Pascha (1741–1822), regierte über weite Teile Albaniens und Griechenlands mit Ioannina als Hauptstadt
- Georgios Stavros (1788–1869), Bankier, Mitbegründer und ab 1842 erster Gouverneur der Griechischen Nationalbank
- Andreas Louriotis (1789–1854), Politiker und Freiheitskämpfer
- Sava Paşa (1832–1904), osmanischer Arzt und Politiker
- Avlonyalı Mehmed Ferid Pascha (1851–1914), osmanischer Großwesir
- Reşid Akif Pascha (1863–1920), osmanischer Dichter, Innenminister und Gouverneur von Sivas
- Mehmet Vehib Kaçı (1877–1940), osmanischer General
- Midhat Frashëri (1880–1949), albanischer Publizist und Politiker
- Mustafa Abdülhalik Renda (1881–1957), Beamter und mehrmaliger Finanzminister der Türkei
- Esther Cohen (1924–2020), Holocaust-Überlebende und Zeitzeugin
- Dinos Constantinides (1929–2021), griechisch-amerikanischer Komponist und Musikpädagoge
- Karolos Papoulias (1929–2021), Präsident Griechenlands
- Hierotheos Vlachos (* 1945), orthodoxer Bischof und Theologe
- Konstantinos Tasoulas (* 1959), Politiker
- Dimitrios Pappas (* 1980), Fußballspieler
- Dimitrios Axourgos (* 1983), Bürgermeister der deutschen Stadt Schwerte
- Sotiris Leontiou (* 1984), Fußballspieler
- Alexandra Tsiavou (* 1985), Leichtgewichts-Ruderin
- Stefanos Douskos (* 1997), Ruderer

## Partnerstädte
- Avignon, Frankreich
- Schwerte, Deutschland